# Couvrot
Couvrot – miejscowość i gmina we Francji, w regionie Grand Est, w departamencie Marna.
Według danych na rok 1990 gminę zamieszkiwało 1058 osób, a gęstość zaludnienia wynosiła 132 osób/km².